# Мацейовіце (Груєцький повіт)
Мацейовіце (пол. Maciejowice) — село в Польщі, у гміні Груєць Груєцького повіту Мазовецького воєводства.
Населення — 141 особа (2011).
У 1975-1998 роках село належало до Радомського воєводства.

## Демографія
Демографічна структура станом на 31 березня 2011 року:
|          | Загалом | Допрацездатний вік | Працездатний вік | Постпрацездатний вік |
| -------- | ------- | ------------------ | ---------------- | -------------------- |
| Чоловіки | 62      | 13                 | 48               | 1                    |
| Жінки    | 79      | 17                 | 49               | 13                   |
| Разом    | 141     | 30                 | 97               | 14                   |